# Kambsdalur

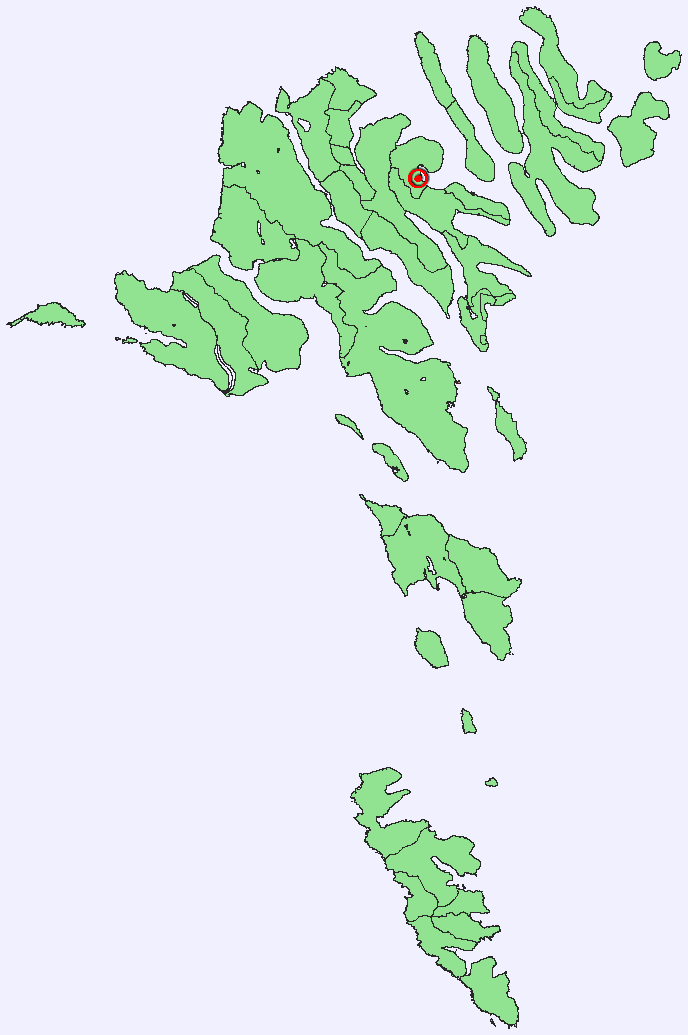
Lage von Kambsdalur auf den Färöern

Kambsdalur oder á Ytra Dali ist der jüngste Ort der Färöer und liegt an der Ostküste Eysturoys.
Den Namen hat das Tal vom Berg Kambur. Das Terrain wurde 1981 von der Kommune Fuglafjørður gekauft. Am 5. Oktober 1985 zogen hier die ersten Bewohner ein. Am 1. Januar 2005 wurden 41 Einfamilienhäuser mit 170 Einwohnern gezählt.
Kambsdalur hat sich innerhalb kürzester Zeit zu einem Dienstleistungszentrum entwickelt. Hier finden sich ein Sportzentrum, ein Holzgeschäft, viele Werkstätten und vor allem das regionale Schulzentrum. Das Schulzentrum wurde 1990 eröffnet und umfasst neben einem Gymnasium auch eine Handelsschule. 25 Lehrer unterrichten hier etwa 160 Schüler.
Kambsdalur erfreut sich über eine sehr hohe Beschäftigungszahl und ist verkehrsgünstig zwischen den relativ großen Nachbarorten Fuglafjørður, Gøta, Leirvík, Runavík und nicht zuletzt der Nordinseln-Metropole Klaksvík gelegen.
Der Bus nach Fuglafjørður verkehrt zehnmal täglich. In Kambsdalur befindet sich ein Pfadfinderheim, in dem Gruppen übernachten können. Ein mittelschwerer Wanderweg führt 3,5 km über den Berg zum Skálafjørður.